# Marc Rippel
Marc Rippel (ur. 7 lipca 1979 w Koblencji) – niemiecki wioślarz.

## Osiągnięcia
- Mistrzostwa Świata – Eton 2006 – ósemka wagi lekkiej – 2. miejsce[1].
- Mistrzostwa Świata – Linz 2008 – ósemka wagi lekkiej – 2. miejsce[1].